# 一街乡
一街乡，是中华人民共和国云南省楚雄彝族自治州南华县下辖的一个乡镇级行政单位。

## 行政区划
一街乡下辖以下地区：
一街村、王湛庄村、大雪地村、咱租村、保马夸村、坡头村、草甸发村、六把姑村、密什么村、团山村、平掌村和田房村。